# L'uomo che volle essere Perón
L'uomo che volle essere Perón è un romanzo di Giovanni Maria Bellu, scritto nel 2008 e pubblicato in prima edizione con Bompiani.
Esso è ambientato in Sardegna, Italia, Argentina, e narra dell'indagine di un giornalista riguardo all'ipotesi che Juan Domingo Perón fosse Giovanni Piras, un emigrato sardo scomparso misteriosamente prima della Grande Guerra.
È stato tradotto in francese.
Alcuni anni fa, il caso sembrò essere improvvisamente risolto dal pronipote di un Giovanni Piras e da alcuni studiosi, fra i quali il Ballore, e diede la notizia del ritrovamento del certificato di morte del suo prozio. Il pronipote riteneva di aver individuato tutti i documenti appartenenti al suo antenato. 